# 채널 3 (태국)
채널 3 HD(태국어: ช่อง 3 เอสดี 이전에는 다음으로 알려져 있음 สถานีวิทยุโทรทัศน์ไทยทีวีสีช่อง 3, 영어: Channel 3 오트 Ch3) 또는 채널 3 HD는 1970년 3월 26일 태국 최초의 상업 텔레비전 방송국으로 출범한 태국의 지상파 텔레비전 네트워크이며, 태국에서 4번째로 개국한 지상파 텔레비전이다. 채널 3은 상장 기업인 BEC 월드 퍼블릭 유한회사의 자회사인 BEC 멀티미디어 유한회사("BECM")에서 운영한다. 본사는 방콕의 말레넌드 타워(อาคารมาลีนนท์ ทาวเวอร์, Maleenond Towers)에 있다.

## 역사
1970년 3월 26일 방콕 시간 10:00에 타놈 끼띠카쫀 총리에 의해 개국하였다. 초창기 방송 지역은 방콕 광역권에만 국한되었다. 1985년 1월 1일, 인포넷(Infonet)으로 알려진 태국 최초의 문자다중방송 서비스를 시작했다. 1987년 1월 1일 스테레오 방송을 시작했고, 1990년대 동안 스테레오 방송이 전국적으로 VHF 무료 방송국에 도입되었다. TV3는 또한 1990년대에 두 번째 오디오 트랙을 사용한 2개 언어 전송을 실험하기도 했다. 있었다.
방송 초기에는 채널 3의 방송시간이 16:00~22:00 (6시간)이었으나 이후 낮시간으로 확대되었다. 1997년 3월부터 태국에서 두 번째 24시간 종일방송을 시작했지만 1997년 금융 위기로 중단되었다. 2005년 1월 1일에 24시간 방송을 재개했다.
2001년 1월 1일, 채널 3은 태국 방송국 최초로 3D 영화를 방영하였다. 영화 죠스 3-D에서 이벤트를 위해 네트워크와 제휴한 특정 상점에서 구입하거나 다른 곳에서 구입한 3D 안경을 필요로 했다.
2014년까지 아날로그 텔레비전으로 방송(방콕 엔터테인먼트 유한회사, MCOT Plc.와 50년간 텔레비전 전송 사업에 대한 양허 계약 체결)해왔으나, 2014년 10월 10일 오후 8:15부터 채널 33에서 지상파 디지털 TV 본방송을 실시하여 아날로그 방송과 병렬로 방송하였다. 2018년 9월, 채널 3은 태국에서 가장 마지막까지 아날로그 텔레비전을 방송한 방송국이 되었다. 2019년 말 VHF에서 디지털 텔레비전으로 전환했으며 아날로그 텔레비전은 방송이 시작된 지 정확히 50년 후인 2020년 3월 26일 오전 12:00(UTC+7)에 송신이 중단되었다.
2021년, 테로 엔터테인먼트가 제작한 모든 예능 프로그램이 채널 7로 넘어갔다.

## 사옥

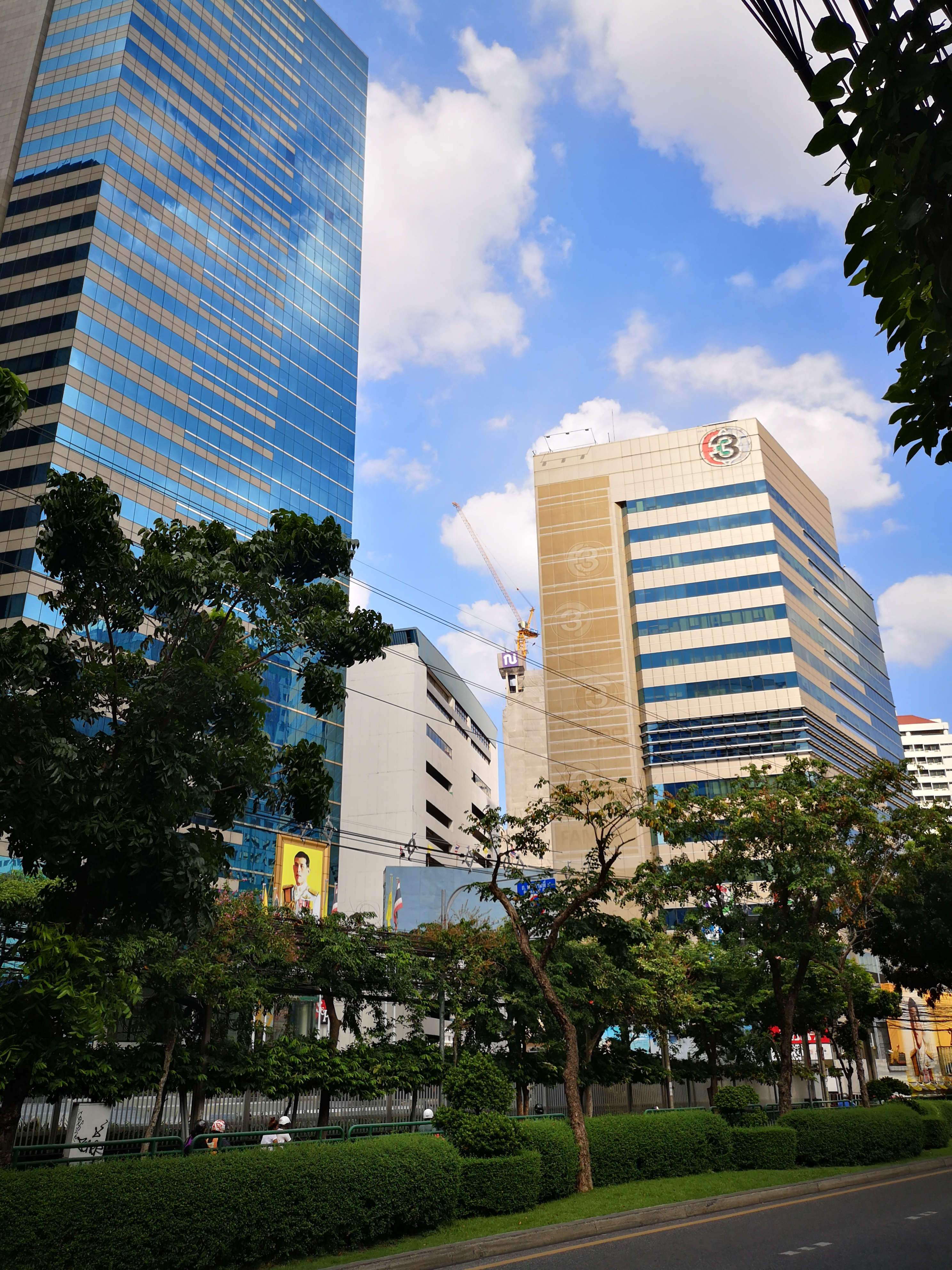
말레넌드 타워

개국초기 본사는 1969년초 농캠 농캉플루(หนองค้างพลู) 지역에 세워졌다. 이후 BEC는 사옥 일부를 펫차부리 도로 2259로 분리하고, 로빈슨 빌딩 8층에 텔레비전 송신소를 건설했다. 1986년 1월 27일 위타유-펫차부리 교차로의 와닛(วานิช) 빌딩 1·2에 3개의 분산된 작업부를 통합했다. 1999년 방송국의 건물을 수쿰윗 도로의 엠포리움 빌딩으로 옮겼다.
이후 2005년 클롱탄(คลองตัน) 지역 라마 4세 도로에 소재한 BEC 월드 소유의 사무실 단지인 말레넌드 타워로 이전하였다. 말레넌드 타워의 M1 빌딩을 사무실로, M2 빌딩을 방송국으로 사용하고 있다.

## 자매 채널
- 채널 3 (아날로그 채널 3번) : 1970년 ~ 2020년 - 현재 방송 종료됨
- 채널 3 HD (디지털 채널 33번) : 2014년 ~ 현재
- 채널 3 Family (디지털 채널 13번) : 현재

## 같이 보기
- 채널 5 (태국)
- 채널 7 (태국)
- 채널 9 MCOT HD
- 태국 국영텔레비전(NBT)
- Thai PBS